# Arawana
Az arawana (Osteoglossum bicirrhosum) a sugarasúszójú halak (Actinopterygii) osztályának elefánthalak (Osteoglossiformes) rendjébe, ezen belül a csontosnyelvűek (Osteoglossidae) családjába tartozó faj.

## Előfordulása
Dél-Amerikában, az Amazonas-medencében, a Rupununi és az Oiapoque (Oyapock) folyókban található meg.

## Megjelenése

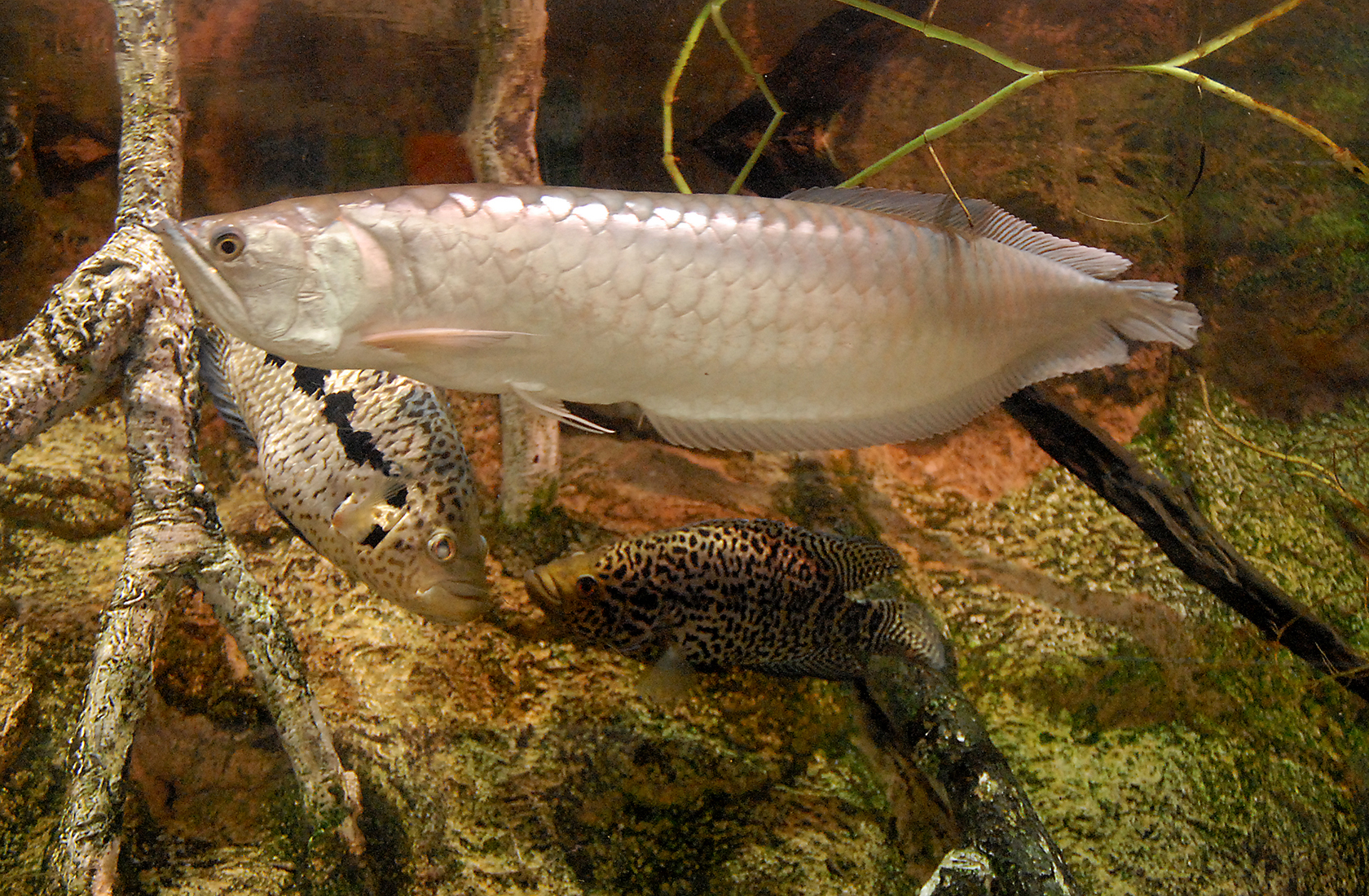
Akváriumi példány

Legfeljebb 90 centiméter hosszú és 6 kilogramm tömegű. Pikkelyei nagyok. Hátúszója és farok alatti úszója majdnem összeforr a farokúszóval. Az állkapocscsont végén két bajuszszál nő. A felnőttek ezüstösek, a fiatalok kékesek, sárgás-narancssárga sávval.

## Életmódja
Édesvízi, a 24–30 °C-os vizeket kedveli. Mindenevő, így szívesen vadászik kisebb halakra a víz felszínéhez közel — szájának alakja lehetővé teszi, hogy alulról támadjon a zsákmányra. Fel-felszökkenve az alacsonyabb ágakról, növényekről is lekapja a nagyobb rovarokat (Coleoptera; Ref. 27548). A kevés oxigént tartalmazó vizeket is jól tűri.

## Felhasználása
Iparilag halásszák. Akváriumokban is szívesen tartják.